# Équipe de Turquie de football au Championnat d'Europe 2020
Cet article relate le parcours de l’équipe de Turquie de football lors du Championnat d'Europe 2020 organisé dans 11 grandes villes d'Europe du 11 juin au 11 juillet 2021.

## Qualifications
| Rang | Équipe      | Pts | J  | G | N | P | Bp | Bc | Diff |  | Résultats (▼ dom., ► ext.) |     |     |     |     |     |     |
| ---- | ----------- | --- | -- | - | - | - | -- | -- | ---- |  | -------------------------- | --- | --- | --- | --- | --- | --- |
| 1    | France      | 25  | 10 | 8 | 1 | 1 | 25 | 6  | +19  |  | France                     |     | 1-1 | 4-0 | 4-1 | 3-0 | 2-1 |
| 2    | Turquie     | 23  | 10 | 7 | 2 | 1 | 18 | 3  | +15  |  | Turquie                    | 2-0 |     | 0-0 | 1-0 | 1-0 | 4-0 |
| 3    | Islande (B) | 19  | 10 | 6 | 1 | 3 | 14 | 11 | +3   |  | Islande (B)                | 0-1 | 2-1 |     | 1-0 | 2-0 | 3-0 |
| 4    | Albanie     | 13  | 10 | 4 | 1 | 5 | 16 | 14 | +2   |  | Albanie                    | 0-2 | 0-2 | 4-2 |     | 2-2 | 2-0 |
| 5    | Andorre     | 4   | 10 | 1 | 1 | 8 | 3  | 20 | -17  |  | Andorre                    | 0-4 | 0-2 | 0-2 | 0-3 |     | 1-0 |
| 6    | Moldavie    | 3   | 10 | 1 | 0 | 9 | 4  | 26 | -22  |  | Moldavie                   | 1-4 | 0-4 | 1-2 | 0-4 | 1-0 |     |

- Sélection directement qualifiée pour l'Euro 2020

## Phase finale

### Effectif
NB : Les âges et les sélections sont calculés au début de l'Euro 2020, le 11 juin 2021.

### Premier tour
| v · m | Équipe         | Pts | J | G | N | P | Bp | Bc | Diff |
| ----- | -------------- | --- | - | - | - | - | -- | -- | ---- |
| 1     | Italie         | 9   | 3 | 3 | 0 | 0 | 7  | 0  | +7   |
| 2     | Pays de Galles | 4   | 3 | 1 | 1 | 1 | 3  | 2  | +1   |
| 3     | Suisse         | 4   | 3 | 1 | 1 | 1 | 4  | 5  | -1   |
| 4     | Turquie        | 0   | 3 | 0 | 0 | 3 | 1  | 8  | -7   |

#### Turquie - Italie
| Match 1 (match d'ouverture) | Turquie | 0 - 3   | Italie                                                                              | Stadio Olimpico, Rome                                                      |                                                                            |
| 11 juin 2021 21h00          |         | (0 - 0) | 53e (csc) Demiral (Berardi ) · 66e Immobile (Spinazzola ) · 79e Insigne (Immobile ) | Spectateurs : 12 916 Arbitrage : Danny Makkelie Arbitre vidéo : Kevin Blom | Spectateurs : 12 916 Arbitrage : Danny Makkelie Arbitre vidéo : Kevin Blom |
| 11 juin 2021 21h00          | Rapport |         |                                                                                     | Spectateurs : 12 916 Arbitrage : Danny Makkelie Arbitre vidéo : Kevin Blom | Spectateurs : 12 916 Arbitrage : Danny Makkelie Arbitre vidéo : Kevin Blom |

| Turquie | Italie |

| TURQUIE :       |    |                   |     |     |
|                 |    |                   |     |     |
| Gardien de but  | 23 | Uğurcan Çakır     |     |     |
|                 | 13 | Umut Meraş        |     |     |
|                 | 4  | Çağlar Söyüncü    | 88e |     |
|                 | 3  | Merih Demiral     |     |     |
|                 | 2  | Zeki Çelik        |     |     |
|                 | 5  | Okay Yokuşlu      |     | 65e |
|                 | 10 | Hakan Çalhanoğlu  |     |     |
|                 | 11 | Yusuf Yazıcı      |     | 46e |
|                 | 6  | Ozan Tufan        |     | 64e |
|                 | 9  | Kenan Karaman     |     | 76e |
|                 | 17 | Burak Yılmaz      |     |     |
| Remplaçants :   |    |                   |     |     |
|                 | 7  | Cengiz Ünder      |     | 46e |
|                 | 22 | Kaan Ayhan        |     | 64e |
|                 | 21 | İrfan Can Kahveci |     | 65e |
|                 | 26 | Halil Dervişoğlu  | 90e | 76e |
| Sélectionneur : |    |                   |     |     |
| Şenol Güneş     |    |                   |     |     |

| ITALIE :        |    |                       |  |     |
|                 |    |                       |  |     |
| Gardien de but  | 21 | Gianluigi Donnarumma  |  |     |
|                 | 4  | Leonardo Spinazzola   |  |     |
|                 | 3  | Giorgio Chiellini     |  |     |
|                 | 19 | Leonardo Bonucci      |  |     |
|                 | 24 | Alessandro Florenzi   |  | 46e |
|                 | 5  | Manuel Locatelli      |  | 74e |
|                 | 8  | Jorginho              |  |     |
|                 | 18 | Nicolò Barella        |  |     |
|                 | 10 | Lorenzo Insigne       |  | 81e |
|                 | 17 | Ciro Immobile         |  | 81e |
|                 | 11 | Domenico Berardi      |  | 85e |
| Remplaçants :   |    |                       |  |     |
|                 | 2  | Giovanni Di Lorenzo   |  | 46e |
|                 | 16 | Bryan Cristante       |  | 74e |
|                 | 14 | Federico Chiesa       |  | 81e |
|                 | 9  | Andrea Belotti        |  | 81e |
|                 | 20 | Federico Bernardeschi |  | 85e |
| Sélectionneur : |    |                       |  |     |
| Roberto Mancini |    |                       |  |     |

| Assistants : Hessel Steegstra Jan de Vries Quatrième arbitre : Stéphanie Frappart Homme du match : Leonardo Spinazzola |

#### Turquie - Pays de Galles
| Match 14                   | Turquie | 0 - 2   | Pays de Galles                             | Olimpiya Stadionu, Bakou                                                              |                                                                                       |
| 16 juin 2021 18h00 (20h00) |         | (0 - 1) | 42e Ramsey (Bale ) · 90+5e Roberts (Bale ) | Spectateurs : 19 762 Arbitrage : Artur Soares Dias Arbitre vidéo : João Pinheiro (en) | Spectateurs : 19 762 Arbitrage : Artur Soares Dias Arbitre vidéo : João Pinheiro (en) |
| 16 juin 2021 18h00 (20h00) | Rapport |         |                                            | Spectateurs : 19 762 Arbitrage : Artur Soares Dias Arbitre vidéo : João Pinheiro (en) | Spectateurs : 19 762 Arbitrage : Artur Soares Dias Arbitre vidéo : João Pinheiro (en) |

| Turquie | Pays de Galles |

| TURQUIE :       |    |                   |       |     |
|                 |    |                   |       |     |
| Gardien de but  | 23 | Uğurcan Çakır     |       |     |
|                 | 13 | Umut Meraş        |       | 72e |
|                 | 4  | Çağlar Söyüncü    |       |     |
|                 | 22 | Kaan Ayhan        |       |     |
|                 | 2  | Zeki Çelik        |       |     |
|                 | 5  | Okay Yokuşlu      |       | 46e |
|                 | 7  | Cengiz Ünder      |       | 83e |
|                 | 6  | Ozan Tufan        |       | 46e |
|                 | 10 | Hakan Çalhanoğlu  | 90+2e |     |
|                 | 9  | Kenan Karaman     |       | 75e |
|                 | 17 | Burak Yılmaz      | 90+2e |     |
| Remplaçants :   |    |                   |       |     |
|                 | 3  | Merih Demiral     |       | 46e |
|                 | 11 | Yusuf Yazıcı      |       | 46e |
|                 | 25 | Mert Müldür       |       | 72e |
|                 | 26 | Halil Dervişoğlu  |       | 75e |
|                 | 21 | İrfan Can Kahveci |       | 83e |
| Sélectionneur : |    |                   |       |     |
| Şenol Güneş     |    |                   |       |     |

| PAYS DE GALLES : |    |                |       |       |
|                  |    |                |       |       |
| Gardien de but   | 12 | Danny Ward     |       |       |
|                  | 4  | Ben Davies     | 90+2e |       |
|                  | 6  | Joe Rodon      |       |       |
|                  | 22 | Chris Mepham   | 90+2e |       |
|                  | 14 | Connor Roberts |       |       |
|                  | 7  | Joe Allen      |       | 73e   |
|                  | 16 | Joe Morrell    |       |       |
|                  | 20 | Daniel James   |       | 90+4e |
|                  | 10 | Aaron Ramsey   |       | 85e   |
|                  | 11 | Gareth Bale    |       |       |
|                  | 13 | Kieffer Moore  |       |       |
| Remplaçants :    |    |                |       |       |
|                  | 15 | Ethan Ampadu   |       | 73e   |
|                  | 8  | Harry Wilson   |       | 85e   |
|                  | 3  | Neco Williams  |       | 90+4e |
| Sélectionneur :  |    |                |       |       |
| Rob Page         |    |                |       |       |

| Assistants : Rui Tavares Paulo Soares Quatrième arbitre : Bartosz Frankowski (en) Homme du match : Gareth Bale |

#### Suisse - Turquie
| Match 26                   | Suisse                                                              | 3 - 1   | Turquie                   | Olimpiya Stadionu, Bakou                                                            |                                                                                     |
| 20 juin 2021 18h00 (20h00) | ( Zuber) Seferović 6e · ( Zuber) Shaqiri 26e · ( Zuber) Shaqiri 68e | (2 - 0) | 62e Kahveci (Çalhanoğlu ) | Spectateurs : 17 138 Arbitrage : Slavko Vinčić Arbitre vidéo : Bastian Dankert (en) | Spectateurs : 17 138 Arbitrage : Slavko Vinčić Arbitre vidéo : Bastian Dankert (en) |
| 20 juin 2021 18h00 (20h00) | Rapport                                                             |         |                           | Spectateurs : 17 138 Arbitrage : Slavko Vinčić Arbitre vidéo : Bastian Dankert (en) | Spectateurs : 17 138 Arbitrage : Slavko Vinčić Arbitre vidéo : Bastian Dankert (en) |

| Suisse | Turquie |

| SUISSE :          |    |                   |     |       |
|                   |    |                   |     |       |
| Gardien de but    | 1  | Yann Sommer       |     |       |
|                   | 13 | Ricardo Rodríguez |     |       |
|                   | 5  | Manuel Akanji     |     |       |
|                   | 4  | Nico Elvedi       |     |       |
|                   | 14 | Steven Zuber      |     | 85e   |
|                   | 10 | Granit Xhaka      | 78e |       |
|                   | 8  | Remo Freuler      |     |       |
|                   | 3  | Silvan Widmer     |     | 90+2e |
|                   | 23 | Xherdan Shaqiri   |     | 75e   |
|                   | 7  | Breel Embolo      |     | 85e   |
|                   | 9  | Haris Seferović   |     | 75e   |
| Remplaçants :     |    |                   |     |       |
|                   | 19 | Mario Gavranović  |     | 75e   |
|                   | 11 | Ruben Vargas      |     | 75e   |
|                   | 17 | Loris Benito      |     | 85e   |
|                   | 18 | Admir Mehmedi     |     | 85e   |
|                   | 2  | Kevin Mbabu       |     | 90+2e |
| Sélectionneur :   |    |                   |     |       |
| Vladimir Petković |    |                   |     |       |

| TURQUIE :       |    |                   |     |     |
|                 |    |                   |     |     |
| Gardien de but  | 23 | Uğurcan Çakır     |     |     |
|                 | 25 | Mert Müldür       |     |     |
|                 | 4  | Çağlar Söyüncü    | 76e |     |
|                 | 3  | Merih Demiral     |     |     |
|                 | 2  | Zeki Çelik        | 75e |     |
|                 | 22 | Kaan Ayhan        |     | 63e |
|                 | 10 | Hakan Çalhanoğlu  | 70e | 86e |
|                 | 21 | İrfan Can Kahveci |     | 80e |
|                 | 6  | Ozan Tufan        |     | 63e |
|                 | 7  | Cengiz Ünder      |     | 80e |
|                 | 17 | Burak Yılmaz      |     |     |
| Remplaçants :   |    |                   |     |     |
|                 | 11 | Yusuf Yazıcı      |     | 63e |
|                 | 5  | Okay Yokuşlu      |     | 63e |
|                 | 19 | Orkun Kökçü       |     | 80e |
|                 | 9  | Kenan Karaman     |     | 80e |
|                 | 8  | Dorukhan Toköz    |     | 86e |
| Sélectionneur : |    |                   |     |     |
| Şenol Güneş     |    |                   |     |     |

| Assistants : Tomaž Klančnik Andraž Kovačič Quatrième arbitre : Andreas Ekberg Homme du match : Xherdan Shaqiri |

## Statistiques

### Temps de jeu
| Joueur            |          |          |          | TT       | But inscrit | Passe décisive | MJ       | MT       | Légende |
| ----------------- | -------- | -------- | -------- | -------- | ----------- | -------------- | -------- | -------- | --- |
| Gardiens          | Gardiens | Gardiens | Gardiens | Gardiens | Gardiens    | Gardiens       | Gardiens | Gardiens | Abréviations et symboles : TT : Total de minutes jouées MJ : Nombre de matchs joués MT : Matchs joués en tant que titulaire : but : passe décisive : joueur entré : joueur remplacé : capitaine : carton jaune : carton rouge |
| Mert Günok        |          |          |          | 0        |             |                |          |          | Abréviations et symboles : TT : Total de minutes jouées MJ : Nombre de matchs joués MT : Matchs joués en tant que titulaire : but : passe décisive : joueur entré : joueur remplacé : capitaine : carton jaune : carton rouge |
| Altay Bayındır    |          |          |          | 0        |             |                |          |          | Abréviations et symboles : TT : Total de minutes jouées MJ : Nombre de matchs joués MT : Matchs joués en tant que titulaire : but : passe décisive : joueur entré : joueur remplacé : capitaine : carton jaune : carton rouge |
| Uğurcan Çakır     | 90       | 90       | 90       | 270      |             |                | 3        | 3        | Abréviations et symboles : TT : Total de minutes jouées MJ : Nombre de matchs joués MT : Matchs joués en tant que titulaire : but : passe décisive : joueur entré : joueur remplacé : capitaine : carton jaune : carton rouge |
| Défenseurs        |          |          |          |          |             |                |          |          | Abréviations et symboles : TT : Total de minutes jouées MJ : Nombre de matchs joués MT : Matchs joués en tant que titulaire : but : passe décisive : joueur entré : joueur remplacé : capitaine : carton jaune : carton rouge |
| Zeki Çelik        | 90       | 90       | 90       | 270      |             |                | 3        | 3        | Abréviations et symboles : TT : Total de minutes jouées MJ : Nombre de matchs joués MT : Matchs joués en tant que titulaire : but : passe décisive : joueur entré : joueur remplacé : capitaine : carton jaune : carton rouge |
| Merih Demiral     | 90       | 44       | 90       | 224      |             |                | 3        | 2        | Abréviations et symboles : TT : Total de minutes jouées MJ : Nombre de matchs joués MT : Matchs joués en tant que titulaire : but : passe décisive : joueur entré : joueur remplacé : capitaine : carton jaune : carton rouge |
| Çağlar Söyüncü    | 90       | 90       | 90       | 270      |             |                | 3        | 3        | Abréviations et symboles : TT : Total de minutes jouées MJ : Nombre de matchs joués MT : Matchs joués en tant que titulaire : but : passe décisive : joueur entré : joueur remplacé : capitaine : carton jaune : carton rouge |
| Umut Meraş        | 90       | 72       |          | 162      |             |                | 2        | 2        | Abréviations et symboles : TT : Total de minutes jouées MJ : Nombre de matchs joués MT : Matchs joués en tant que titulaire : but : passe décisive : joueur entré : joueur remplacé : capitaine : carton jaune : carton rouge |
| Ozan Kabak        |          |          |          | 0        |             |                |          |          | Abréviations et symboles : TT : Total de minutes jouées MJ : Nombre de matchs joués MT : Matchs joués en tant que titulaire : but : passe décisive : joueur entré : joueur remplacé : capitaine : carton jaune : carton rouge |
| Rıdvan Yılmaz     |          |          |          | 0        |             |                |          |          | Abréviations et symboles : TT : Total de minutes jouées MJ : Nombre de matchs joués MT : Matchs joués en tant que titulaire : but : passe décisive : joueur entré : joueur remplacé : capitaine : carton jaune : carton rouge |
| Kaan Ayhan        | 26       | 90       | 63       | 179      |             |                | 3        | 2        | Abréviations et symboles : TT : Total de minutes jouées MJ : Nombre de matchs joués MT : Matchs joués en tant que titulaire : but : passe décisive : joueur entré : joueur remplacé : capitaine : carton jaune : carton rouge |
| Mert Müldür       |          | 18       |          | 18       |             |                | 1        |          | Abréviations et symboles : TT : Total de minutes jouées MJ : Nombre de matchs joués MT : Matchs joués en tant que titulaire : but : passe décisive : joueur entré : joueur remplacé : capitaine : carton jaune : carton rouge |
| Milieux           |          |          |          |          |             |                |          |          | Abréviations et symboles : TT : Total de minutes jouées MJ : Nombre de matchs joués MT : Matchs joués en tant que titulaire : but : passe décisive : joueur entré : joueur remplacé : capitaine : carton jaune : carton rouge |
| Okay Yokuşlu      | 65       | 46       | 27       | 138      |             |                | 3        | 2        | Abréviations et symboles : TT : Total de minutes jouées MJ : Nombre de matchs joués MT : Matchs joués en tant que titulaire : but : passe décisive : joueur entré : joueur remplacé : capitaine : carton jaune : carton rouge |
| Ozan Tufan        | 64       | 46       | 63       | 173      |             |                | 3        | 3        | Abréviations et symboles : TT : Total de minutes jouées MJ : Nombre de matchs joués MT : Matchs joués en tant que titulaire : but : passe décisive : joueur entré : joueur remplacé : capitaine : carton jaune : carton rouge |
| Dorukhan Toköz    |          |          |          | 0        |             |                |          |          | Abréviations et symboles : TT : Total de minutes jouées MJ : Nombre de matchs joués MT : Matchs joués en tant que titulaire : but : passe décisive : joueur entré : joueur remplacé : capitaine : carton jaune : carton rouge |
| Hakan Çalhanoğlu  | 90       | 90       | 86       | 266      |             | 1              | 3        | 3        | Abréviations et symboles : TT : Total de minutes jouées MJ : Nombre de matchs joués MT : Matchs joués en tant que titulaire : but : passe décisive : joueur entré : joueur remplacé : capitaine : carton jaune : carton rouge |
| Taylan Antalyalı  |          |          |          | 0        |             |                |          |          | Abréviations et symboles : TT : Total de minutes jouées MJ : Nombre de matchs joués MT : Matchs joués en tant que titulaire : but : passe décisive : joueur entré : joueur remplacé : capitaine : carton jaune : carton rouge |
| Orkun Kökçü       |          |          |          | 0        |             |                |          |          | Abréviations et symboles : TT : Total de minutes jouées MJ : Nombre de matchs joués MT : Matchs joués en tant que titulaire : but : passe décisive : joueur entré : joueur remplacé : capitaine : carton jaune : carton rouge |
| Abdülkadir Ömür   |          |          |          | 0        |             |                |          |          | Abréviations et symboles : TT : Total de minutes jouées MJ : Nombre de matchs joués MT : Matchs joués en tant que titulaire : but : passe décisive : joueur entré : joueur remplacé : capitaine : carton jaune : carton rouge |
| İrfan Can Kahveci | 25       | 7        | 80       | 112      | 1           |                | 3        | 1        | Abréviations et symboles : TT : Total de minutes jouées MJ : Nombre de matchs joués MT : Matchs joués en tant que titulaire : but : passe décisive : joueur entré : joueur remplacé : capitaine : carton jaune : carton rouge |
| Kerem Aktürkoğlu  |          |          |          | 0        |             |                |          |          | Abréviations et symboles : TT : Total de minutes jouées MJ : Nombre de matchs joués MT : Matchs joués en tant que titulaire : but : passe décisive : joueur entré : joueur remplacé : capitaine : carton jaune : carton rouge |
| Halil Dervişoğlu  | 14       | 15       |          | 29       |             |                | 2        |          | Abréviations et symboles : TT : Total de minutes jouées MJ : Nombre de matchs joués MT : Matchs joués en tant que titulaire : but : passe décisive : joueur entré : joueur remplacé : capitaine : carton jaune : carton rouge |
| Attaquants        |          |          |          |          |             |                |          |          | Abréviations et symboles : TT : Total de minutes jouées MJ : Nombre de matchs joués MT : Matchs joués en tant que titulaire : but : passe décisive : joueur entré : joueur remplacé : capitaine : carton jaune : carton rouge |
| Cengiz Ünder      | 44       | 83       | 80       | 207      |             |                | 3        | 2        | Abréviations et symboles : TT : Total de minutes jouées MJ : Nombre de matchs joués MT : Matchs joués en tant que titulaire : but : passe décisive : joueur entré : joueur remplacé : capitaine : carton jaune : carton rouge |
| Kenan Karaman     | 76       | 75       | 10       | 161      |             |                | 3        | 2        | Abréviations et symboles : TT : Total de minutes jouées MJ : Nombre de matchs joués MT : Matchs joués en tant que titulaire : but : passe décisive : joueur entré : joueur remplacé : capitaine : carton jaune : carton rouge |
| Yusuf Yazıcı      | 46       | 44       | 27       | 117      |             |                | 3        | 1        | Abréviations et symboles : TT : Total de minutes jouées MJ : Nombre de matchs joués MT : Matchs joués en tant que titulaire : but : passe décisive : joueur entré : joueur remplacé : capitaine : carton jaune : carton rouge |
| Enes Ünal         |          |          |          | 0        |             |                |          |          | Abréviations et symboles : TT : Total de minutes jouées MJ : Nombre de matchs joués MT : Matchs joués en tant que titulaire : but : passe décisive : joueur entré : joueur remplacé : capitaine : carton jaune : carton rouge |
| Burak Yılmaz      | 90       | 90       | 90       | 270      |             |                | 3        | 3        | Abréviations et symboles : TT : Total de minutes jouées MJ : Nombre de matchs joués MT : Matchs joués en tant que titulaire : but : passe décisive : joueur entré : joueur remplacé : capitaine : carton jaune : carton rouge |

| Buts | Joueurs           | Adversaires |
| ---- | ----------------- | ----------- |
| 1    | İrfan Can Kahveci | Suisse      |

| Passes | Joueurs          | Adversaires |
| ------ | ---------------- | ----------- |
| 1      | Hakan Çalhanoğlu | Suisse      |